# 小行星5282
小行星5282（英語：5282 Yamatotakeru）是一颗围绕太阳公转的小行星。1988年11月2日，Y. Oshima在静冈县发现了此天体。
这颗小行星的绝对星等为106.2704809356502等。